# Константин (син цара Лава V)
Симбатије (грч. Συμβάτιος, од јерменског Смбат), различито и Сабатиос (Σαββατιος) или Самбатес (Σαμβατης) у неким изворима, је био најстарији син византијског цара Лава V Јерменина ( в. 813–820 ). Убрзо након крунисања свог оца, крунисан је за цара - савладара и том приликом је променио име у Константин (Κωνσταντινος, Константинос ). Владао је номинално заједно са својим оцем до његовог свргавања 820. године, након чега је као монах прогнан на Проте, једно од Принчевских острва .

## Биографија
Симбатије је био најстарији син цара Лава V Јерменина ( в. 813–820 ) и његове жене царице Теодосије. Његов отац је био јерменски командант у византијској служби, вероватно пореклом из породице Гнуни . Дошао је до високе команде као штићеник Вардана Турчина, али га је напустио када се овај побунио против цара Никифора I (в. 802–811). Његова мајка је такође била јерменског порекла, ћерка патрикија Арсабера који је покушао неуспешно да збаци са власти цара Нићифора I 808. године.  Пошто је био дете у време ступања свог оца на престо, Симбатије је рођен негде између 800. и 810. године. Цар Михаило И Рангабе ( в. 811–813 ), зет и наследник цара Нићифора I, вероватно је био дечаков кум.
На челу војне побуне након катастрофалне битке код Версиникије против Бугара, Лав је свргнуо цара Михаила I 11. јула 813. и крунисао се за цара следећег дана. Након неког времена крунисао је Симбатија  за цара - савладара и том приликом му променио име у Константин. Ово последње име није изабрано случајно: осим што је то традиционално византијско царско име које датира још од Светог цараКонстантина I Великог, окупљене трупе су сада јавно прослављале цареве „Лав и Константин“, отворено призивајући иконоборачког цара Лава III Исавријанца ( в. 717–741 ) и његовог син цара Константин V ( в. 741–775 ).
Иако је Лав пре свог ступања на власт дао писмене гаранције патријарху иконофилу Нићифору I да неће покушати да збаци иконофилску црквену доктрину, именовање новог савладара је била јасна изјава о супротној намери. Лавови мотиви могу се само нагађати, али у време када је у околини самог Константинопоља вршио препад бугарски владар Крум, војни успеси које су постигли иконоборачки цареви били су у оштрој супротности са поразима које су претрпели недавни иконофилски режими. Лав је био и војни човек, а сећање на иконоборске цареве посебно је неговала војска, где су се многи још увек придржавали иконоборства.
Цар Лав V је 14. марта 814. изнудио оставку патријарха НиЋифора I и на његово место именовао проиконокласту Теодота Мелисена, сина једног од шурака цара Константина V.  Нови патријарх је сазвао Црквени сабор у Цариграду, који је поништио Други Никејски сабор и поново увео забрану поштовања икона . Сабором је председавао патријарх Теодот, док му је присуствовао Константин као представник свог оца. Године 819/820, издао је, заједно са својим оцем, закон о брачном праву .
Цара Лава V Јермена су 25. децембра 820. убиле присталице Михаила Аморијца, који је био затворен због завере против цара Лава V. Михаило је исте ноћи пуштен из затвора и проглашен за цара. Нови цар је протерао Константина, заједно са његовом мајком и три брата, Василијем, Григоријем и Теодосијем, на острво Проте, једно од Принчевских острва у Мраморном мору . Тамо су четворица браће кастрирана како би били неспособни да преузму трон у будућности, и  замонашени . Тамо су провели остатак својих дана као монаси, иако им је цар Михаило II Аморијац дозволио да део прихода са својих заплењених имања задрже за себе и своје слуге. Василије и Григорије се и даље помињу као иконофили 847. године, али о Константину ништа даље није познато.